# Kvinnliga vikingakrigaren i Birka

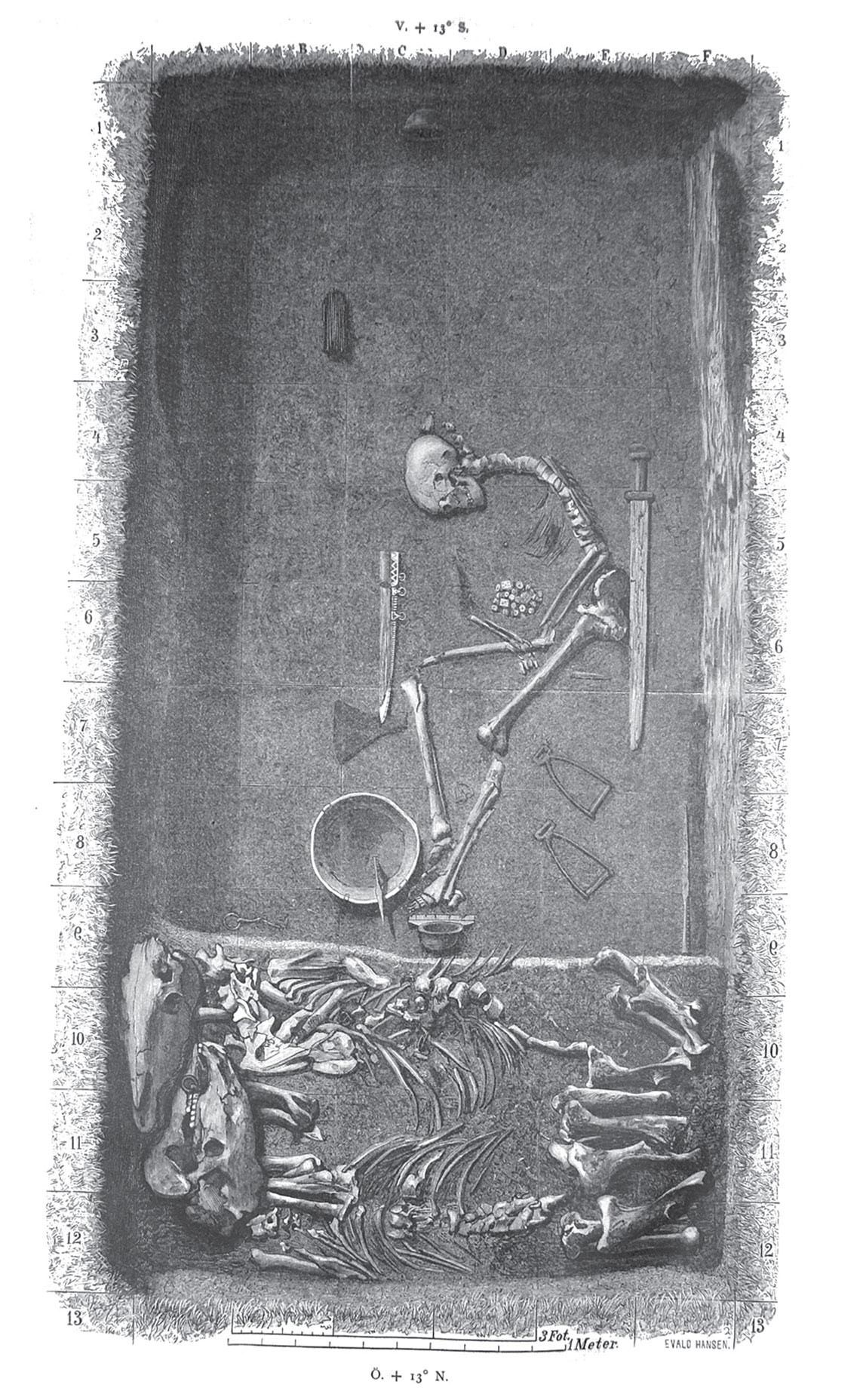
Skiss av arkeologisk grav hittad och märkt "Bj 581" av Hjalmar Stolpe i Birka, publicerad 1889

Den kvinnliga vikingakrigaren i Birka var en kvinna som begravdes med en högt uppsatt vikingakrigares utrustning i en kammargrav från mitten av 900-talet i Birka. Skelettet ansågs först vara en manlig krigare efter gravens utgrävning 1889, som genomfördes av Hjalmar Stolpe. Den har betraktats som en modell för krigares gravar under vikingatiden. Skelettdelarna har senare visat sig vara kvinnliga, genom både en osteologisk analys och en DNA-studie 2017.

## Nya undersökningar av skelettrester
Nya undersökningar på 1970-talet ifrågasatte tidigare antaganden att skelettet var manligt. En osteologisk analys 2014 av skelettets bäckenben och underkäken av bioarkaeolog Anna Kjellström vid Stockholms universitet visade att det var en kvinnas grav.
En studie ledd av Charlotte Hedenstierna-Jonson, publicerad i september 2017 konstaterade att Kjellströms "osteologiska analys väckte frågor kring kön och identitet kring vikingakrigare".  Hedenstierna-Jonsons forskargrupp extraherade DNA från prover från en tand och ett armben, från den begravda personen i Bj 581. Enligt Maja Krezwinska visade skelettetanalysen definitivt att det var en kvinna som hade två olika X-kromosomer, men inga Y-kromosomer.

## Slutsats
DNA-studierna visar att artefakterna som begravts tillsammans med kvinnan, tyder på att hon var en högt uppsatt professionell krigare. Det ifrågasattes om verkligen rätt material undersökts.
Tvisten har bidragit till diskussionen om kvinnors roll i vikingasamhället. Charlotte Hedenstierna-Jonson, som bland annat genomförde DNA-analysen, menar att fyndet visar att det fanns kvinnliga krigare och att de också är omämnda i sagorna och inte var helt okänt, men att det trots allt handlade om enstaka individer: "Ungefär som i dag i mindre jämställda länder, där vissa kvinnor från mäktiga familjer ändå kan bli premiärministrar".